# Forbes Gentleman
Robert Forbes Gentleman (Motherwell, 28 agosto 1923 – Chester, 21 ottobre 2005) è stato un pallanuotista britannico.
Nel 1947 è stato membro della squadra della Gran Bretagna ai Campionati europei di pallanuoto a Montecarlo. Ala e marcatore, è stato uno dei tre uomini della cittadina di Motherwell a far parte squadra della Gran Bretagna ai Giochi del Londra 1948, insieme al portiere Ian Johnson e al terzino David Murray, e nel 1949 e nel 1950 ha fatto parte della squadra di Motherwell che vinse il campionato nazionale inglese di pallanuoto. Era anche nella squadra battuta dai Penguins nella finale dell'anno successivo. Gentleman è apparso nel Campionato europeo a Vienna nel 1950.